# 김창범
김창범(金昌範, 1961년 1월 6일 ~ )은 대한민국의 기업인이다.
1987년 미즈노 골프를 한국에 론칭한 선친 故김성호 회장의 뒤를 이어 미즈노 한국총판인 (주)덕화스포츠를 운영했다. 1992년 입사 당시 직원 4명, 연매출 17억원 규모의 ㈜덕화스포츠를 운영하며, 2013년 기준 직원 100여명, 연매출 700억원을 달성했다.
1997년 외환위기와 2007년 서브프라임 모기지 사태에도 직원들과 한 마음이 되어 한 사람의 직원도 퇴직시키지 않았고 오히려 위기는 기회라는 신념으로 회사를 키워냈고, 2000년대에 들어서는 서대문구 연희동에 회사와 주택이 함께 들어간 건물 3동을 지어 많은 직원과 가족들이 함께 살 수 있는 직주근접을 실현하여 선도적인 기업문화를 만들었다고 인터뷰에서 밝혔다.
2013년 일본 미즈노가 한국 직영을 결정하면서, 30년 가까이 가업으로 키워온 미즈노 한국총판을 한국미즈노주식회사(일본어: 韓國ミズノ株式会社, 영어: Mizuno Korea)에 매각했고, 대표이사로 선임되었다.
2015년 12월 한국미즈노주식회사의 대표를 사임한 뒤 현재까지 ㈜덕화스포츠의 대표이사로 재직중이며, 2023년 신사업으로 일본의 프리미엄 골프채인 료마골프를 한국시장에 런칭했다.
배우자: 이화연
자녀: 아들 김태균, 김세훈

## 생애
부산광역시 출생이며, 1992년부터 2023년 현재까지 ㈜덕화스포츠를 이끌고 있다.
학력사항은 서울 홍익초등학교, 경성중학교, 여의도고등학교, 고려대학교 정경대학 정치외교학과를 졸업하였으며 영국 Norwich의 University of East Anglia에서 수학하였다. 연세대학교 경영대학원 경영학/마케팅 석사학위를 받았다.

## 이력
2016년 1월 ~ 현재까지 (주)덕화스포츠 대표이사 (료마골프 한국 총판)
2013년 7월 ~ 2015년 12월 한국미즈노주식회사 대표
2002년 1월 ~ 2013년 6월 (주)덕화스포츠 대표이사 (미즈노 한국 총판)
1992년 10월 ~ 2001년 12월 (주)덕화스포츠 (미즈노 한국 총판)
1988년 7월 ~ 1992년 9월 (주)대우 운송기계부 근무
1985년 3월 ~ 1988년 6월 육군 정훈장교 근무
1983년 9월 ~ 1985년 2월 롯데산업주식회사 근무

## 수상경력
2014년 3월 26일 서대문구청에 이웃돕기 성금 3천만원을 기탁하여 '이웃사랑실천' 표창장과 육군 정훈장교로 재임중이던 1987년 1월 보병 제5사단장 표창장을 수상했다. 단체 수상으로는 미즈노를 운영하던 2015년 12월까지 ((주)덕화스포츠, 한국미즈노주식회사), 2015 매경 광고대상 '잡지부문 대상', 2015 매경GFW 골프브랜드대상 '아이언부문 1위', '아이언부문 2위', 2014 매경GFW '잡지부문대상'을 수상했다.

## 관련기사
- 2001년 7월 10일  [스포츠산업의 주역들-미즈노 김창범대표] 미즈노 아이언 강화 남성골퍼 공략 / 파이낸셜뉴스
- 2007년 5월 29일 "고객중심 마케팅이 최고의 샷" / 중앙일보
- 2008년 3월 14일 성실납세에 감사합니다 / 서대문사람들
- 2008년 4월 1일 덕화스포츠 통해 종합스포츠 브랜드 미즈노로 출발 / 이코노미조선
- 2009년 9월 22일 일본 미즈노가 21년만에 다시 왔다 / 중앙일보
- 2010년 2월 9일 위메이드 폭스, 미즈노를 입는다 / 더팩트
- 2010년 3월 31일 KT&G탁구단, 미즈노와 용품후원 계약 / BNT뉴스
- 2010년 12월 3일 덕화스포츠 김창범 대표, "미즈노 강남 1호점은 골프사랑방" / 이투데이
- 2011년 3월 4일 넥센, 미즈노와 용품계약 체결 / 조선일보
- 2011년 4월 10일 한화 - (주)덕화스포츠 용품후원 협약식 / 중부매일
- 2011년 10월 27일 미즈노, 드림컵 참가자 18명 선발.. ' 종착지는 디오픈' / 이데일리
- 2011년 12월 1일 박희영, 6일 미즈노 골프와 함께 원포인트 레슨 / 이투데이
- 2012년 2월 13일 2012년, 스포츠에 미치고 싶다 / 매거진한경
- 2012년 4월 27일 [Play with CEO] "인화와 소통에 관한 한 우리가 제일 잘나가" / 매거진한경
- 2012년 5월 17일 [미즈노드림컵] 김창범 대표, "주니어들의 해외진출 통로 넓히겠다" / 이데일리
- 2012년 6월 21일 최진행, 월간 미즈노 5월 MVP 선정 / 매일경제
- 2013년 1월 30일 미즈노-한화이글스 선수단 용품 후원 협약 / 대전일보
- 2013년 7월 1일 미즈노코리아 대표에 김창범씨 / Fashiongio
- 2013년 7월 1일 日 스포츠 '미즈노' 직진출...대표에 김창범씨 선임 보관됨 2022-12-05 - 웨이백 머신 / 어패럴뉴스
- 2013년 7월 1일 미즈노, 한국 지사 설립..."국내 시장 최적화 제품 선보일 것" / 아주경제
- 2013년 7월 1일 미즈노 코리아 설립...대표엔 김창범 덕화스포츠 대표 / 헤럴드경제
- 2013년 7월 1일 미즈노 코리아, 자사 설립으로 본격적 행보 나서...브랜드 전략 차별화 / 스포츠월드
- 2013년 7월 2일 미즈노 한국지사 설립...대표에 김창범씨 선임 / 매일경제
- 2013년 7월 2일 미즈노, 한국지사 설립...지난달 28일 연희동 지사서 기념식 / 이투데이
- 2013년 7월 8일 "한국 실정 맞는 최적상품 제안" / 한국섬유신문
- 2013년 8월 13일 김창범 미즈노코리아 대표 "기능성의 미즈노, 이젠 디자인을 더합니다" / 헤럴드경제
- 2013년 8월 13일 "골프서 축구, 야구로...스포츠용품 성공신화 쓰겠다" / 헤럴드경제
- 2013년 12월 24일 한국미즈노, 박희영과 용품 재계약 / 뉴스핌
- 2013년 12월 30일 미즈노, 서대문구청에 3000만원 전달 / 동아일보
- 2013년 12월 30일 한국미즈노 이웃돕기 3000만원 기부 / 매일경제
- 2014년 3월 13일 INTERVIEW 소리 없이 강한 휴머니스트 / 매경골프
- 2014년 4월 7일 미즈노 드림컵-김창범 대표 인사말, '한국에서 미즈노오픈 가야 합니다' / 마니아타임즈
- 2014년 5월 13일 한국미즈노, 여자배구 김연경 2년간 의류 및 신발 후원 / 머니투데이
- 2014년 5월 13일 한국미즈노, 여제 김연경과 후원계약 / 발리볼코리아닷컴
- 2014년 12월 15일 매경 GFW 골프브랜드 대상에 캘러웨이 / 매일경제
- 2015년 12월 28일 김창범 미즈노 대표 아름다운 퇴임 / 패션비즈
- 2022년 1월 25일 [부고] 김창범((주)덕화스포츠 대표)씨 부친상 / 전국매일신문

## 관련인물 및 단체(후원)
골프선수
- 박희영 [4] 2011년부터 미즈노가 공식 후원하였고, JPX825포지드 아이언과 캐디백등 용품을 사용하였다. 후원기간인 2013시즌 LPGA에서 2승을 수확하기도 했다.
- 신지애 [5] 미즈노의 상급아이언인 MP라인을 1년간 써본뒤, 경기력 향상과 우승에 도움이 된다는 판단하에 2011년, 1년간 일본 미즈노 본사와 용품계약은 물론, 개발 스태프로도 참여한다고 밝혔다.
- 루크도널드 [6] 미즈노 글로벌 계약 프로중, PGA 세계랭킹 1위에 올랐던 인물이다.
- 김세영 [7]

축구선수
- 이근호 [8] 2014 브라질 월드컵에서 미즈노를 신고, 원정골을 기록하기도 했던 대한민국 축구 국가대표팀 간판 스트라이커 이근호는 2015년부터, 4년간 미즈노와 후원계약을 연장하면서, 얻어진 수익금 전액을 신영록선수와 후배들에게 기탁하며 기부천사로 이름을 알렸다. 같은기간 보도자료에 따르면, 프로야구단 한화이글스, 프로탁구단 KGC인삼공사, 프로게임팀 STX S.O.U.L, AEC수영팀, 월드컵대표팀 박주영, 김신욱, 김영권, 이용, 황석호, 하대성, 배구선수 김연경등 용품 후원계약을 체결했다고 한다.

야구선수
- 이승엽 [9] 2009년 요미우리 자이언츠 시절, 미즈노와 용품계약을 하고, 한국 파트너인 (주)덕화스포츠의 후원으로 팬들과의 만남을 진행했다.

연예인
- EXID [10] 김창범 대표이사 미즈노 재직시절, 미즈노 스포츠의 모델로 EXID와 계약하고, 미즈노는 여성 피트니스라인을 확장하려했다.

배구선수
- 김연경 [11] 터키 페네르바체에 진출했을 당시, 미즈노 의류와 용품 후원을 계약했으며, 이전에도 미즈노의 후원을 받았던것에 감사하다고 기사로 밝히기도 했다. 해당기사에 김창범대표와 김연경선수가 미즈노 배구공을 함께 들고 있는 사진에서, 김연경 선수의 우월한 키(?)를 볼 수 있다.

스포츠팀
- 한화이글스 (프로야구) [12] 기사에 따르면 한화이글스와 용품계약은 2005년부터 진행되었으며, 2015년까지 후원 연장계약을 체결했다고 한다.
- 넥센히어로즈 (프로야구) [13]
- 강원FC (프로축구) [14]
- 위메이드폭스 (프로게임단) [15]
- KT&G 탁구단 (탁구) [16]

TV프로
- 날려라 홈런왕 (MBC-ESPN) [17] 유소년 야구발전을 위해 만들어진 프로그램으로, 야구용품 1억원을 후원, 프로그램내 코칭스태프와 선수단원들 및 열악한 환경의 유소년 야구발전에 사용되었다고 한다.